# Francesco Capelli
Francesco Capelli (Sassuolo, ... – ...; fl. XVI secolo) è stato un pittore italiano attivo intorno al 1568.

## Biografia
Nacque a Sassuolo in provincia di Modena, e fu allievo del Correggio. Dipinse una Madonna col Bambino in gloria con santi per la chiesa di San Sebastiano a Sassuolo. Fu anche chiamato Caccianemici, ma non deve essere confuso con un altro Francesco Caccianemici, allievo contemporaneo di Francesco Primaticcio, che visse nello stesso periodo. 